# Roseana Sarney
Roseana Sarney (São Luís, Maranhão, 1 de juny de 1953) és una sociòloga i política brasilera, actualment afiliada al Partit del Moviment Democràtic Brasiler. És governadora i filla de l'expresident José Sarney.
Va ser diputada federal de 1991 a 1995 a l'estat de Maranhão. El 1994 es va presentar per primera vegada a les eleccions al govern del seu estat natal. Amb el suport del seu pare, va guanyar les eleccions i les següents, el 1999, i va estendre la influència del sarneismo en la política de l'estat, ja que tots els governadors des de 1966 havien estat triats per José Sarney.
El 2002 va arribar a ser precandidata a la presidència de la República, pel Partit del Front Liberal, al qual va pertànyer fins a desembre de 2006. Es va retirar en veure el seu nom embolicat en suposats escàndols de corrupció. Quatre anys després, el 2006, va tornar a Maranhão per presentar-se de nou a les eleccions. El seu rival era Jackson Llac, que comptava amb el suport del governador sortint i de només tres partits, mentre que Sarney comptava amb una àmplia coalició al seu favor (PFL, PP, PTB, PMDB, PTN, PSC, PL, PRTB, PHS, PV, PRP). Roseana va vèncer clarament a la primera volta, en obtenir el 47% dels vots, 13 punts per sobre del seu rival. No obstant això, en no obtenir la meitat més un dels vots va haver d'enfrontar-se a una segona tornada. Tots els altres candidats van fer un front comú davant la candidatura de la senadora i Lago una ajustada victòria amb el 51,82% dels vots, enfront del 48,12% de Roseana Sarney. De qualsevol forma, el 2009 es va convertir en governadora després del cessament de Jackson per les recerques de frau electoral en la seva campanya.